# Draper (Dakota del Sur)
Draper es un pueblo ubicado en el condado de Jones en el estado estadounidense de Dakota del Sur. En el Censo de 2010 tenía una población de 82 habitantes y una densidad poblacional de 48,71 personas por km².

## Geografía
Draper se encuentra ubicado en las coordenadas 43°55′34″N 100°32′14″O / 43.92611, -100.53722. Según la Oficina del Censo de los Estados Unidos, Draper tiene una superficie total de 1.68 km², de la cual 1.68 km² corresponden a tierra firme y (0%) 0 km² es agua.

## Demografía
Según el censo de 2010, había 82 personas residiendo en Draper. La densidad de población era de 48,71 hab./km². De los 82 habitantes, Draper estaba compuesto por el 98.78% blancos, el 0% eran afroamericanos, el 0% eran amerindios, el 0% eran asiáticos, el 0% eran isleños del Pacífico, el 0% eran de otras razas y el 1.22% pertenecían a dos o más razas. Del total de la población el 0% eran hispanos o latinos de cualquier raza.